# 軟口蓋化
軟口蓋化（なんこうがいか、英: velarization）とは、子音が調音点で調音されると同時に後舌面が軟口蓋の方に持ち上げられる現象。口蓋化（正しくは硬口蓋化、英: palatalization）とは異なる。

## 概要
言語によっては軟口蓋化音が非軟口蓋化音と弁別される（独立の音素である）こともある。また特に弁別をしない言語でも環境によって現れることがある。国際音声記号では [◌ˠ] と表記される。
次のような例がある。
- ロシア語では口蓋化音（軟音）と非口蓋化音（硬音）が対立し、非口蓋化音を際立たせるために軟口蓋化音として発音する傾向がある。
- ポーランド語の Ł は L と区別され、元来の発音は軟口蓋化した [l]（暗いL、[ɫ]）である。ただし現代では聞いた感じの似た [w] で発音されることが多い。
- 標準的英語（容認発音）の L の発音にも、明るいL（非軟口蓋化）と暗いL（軟口蓋化、[ɫ]）の区別があるが、環境により自然に区別され（位置異音）普通は意識されない。音節の母音前の L（lake、clean等）は明るい L、母音後または成節子音の L（milk、uncle等）は暗い L である。暗い L は日本語母語話者にはウまたはオのように聞こえる（上例ではミウク、アンコー）。ポルトガル語でも同様で、特にブラジルでは [ɫ] の代りに [w] で発音する。